# 井上悟 (声優)
井上 悟（いのうえ さとる、3月23日 - ）は、日本の男性声優。アーツビジョン所属。広島県出身。

## 略歴
小学5年生くらいに、小学校の体育館で上演されていた『風の谷のナウシカ』を妹と一緒に観に行き、初めて職業としての声優を知り意識した。『風の谷のナウシカ』のアスベルの台詞を真似しながら自分でラジカセに録音して、画面と同じタイミングで流して「あれ？どうも同じにはならないみたいだな……」と思ったのが、声優の世界への入口であったと語る。その後、小学生の時に観ていた、テレビアニメ『らんま1/2』で、声優になりたいという夢が決定的になったという。
日本ナレーション演技研究所、ミューラスエンタテイメントを経て、アーツビジョン所属となった。

## 人物
方言は広島弁。趣味・特技はダンス。

## 出演
太字はメインキャラクター。

### テレビアニメ
2006年
- 少年陰陽師（寓）

2007年
- DARKER THAN BLACK -黒の契約者-（舎弟）
- D.C.II 〜ダ・カーポII〜（生徒）

2008年
- スキップ・ビート!（サファイア藤堂）
- ソウルイーター（ヤンキーA、生徒B、アラクノファビア戦闘員）
- 薬師寺涼子の怪奇事件簿（武装男B、若者A）

2009年
- 銀魂（シェフ）
- DARKER THAN BLACK -流星の双子-（エージェントB、レプニーンの部下）
- はじめの一歩 New Challenger

2010年
- SDガンダム三国伝 Brave Battle Warriors（公孫瓚イージーエイト、文官）

2012年
- 機動戦士ガンダムAGE（連邦軍オペレーター）

2018年
- 僕のヒーローアカデミア（2018年 - 2019年、マグネ） - 2シリーズ

2022年
- ポケットモンスター 遥かなる青い空（ソウ）

2023年
- ジョジョの奇妙な冒険 ストーンオーシャン（小人A）

### OVA
- 機動戦士ガンダムAGE MEMORY OF EDEN（2013年、アマデウスクルー）

### Webアニメ
- 残念中高年の健康見栄講座（2016年、チャライ、ナレーション[9]）
- 一日にして成らず（2021年、渡辺賢吾[10]）

### ゲーム
2004年
- 帝国千戦記（隷邪単于、鶴闘応）

2005年
- SHINSENGUMI〜幕末幻想恋愛奇譚〜（九龍院白蛇）

2006年
- ヴァルキリープロファイル2 シルメリア

2009年
- ファイナルファンタジーXIII（コクーン市民）

2010年
- SDガンダム三国伝 BraveBattleWarriors 真三璃紗大戦（孟獲ガンダム、馬超ブルーディスティニー、孫権軍部隊兵、袁紹軍部隊兵 他）

2011年
- SDガンダム GGENERATION WORLD（マイキャラクターボイス男性A）

2013年
- スーパーロボット大戦UX（キバの輩）

2014年
- Enkeltbillet（桑名洋助）

2015年
- スーパーロボット大戦BX（キバの輩）

2017年
- ゼルダの伝説 ブレス オブ ザ ワイルド

2018年
- CharadeManiacs（ディレクター）

2020年
- 世界のアソビ大全51

2023年
- ゼルダの伝説 ティアーズ オブ ザ キングダム

### ドラマCD
- 三千世界の鴉を殺し
- 流行り神 警視庁怪異事件ファイル

### BLCD
- 運命は僕の隣（吉井）
- 美味しいカラダ（男性）
- 個人授業（ウェイター）
- 純情ビッチ、ハツコイ系（一輝）
- トラさんと狼さん（狼の長老さん）
- 野獣で初恋（重村）

### オーディオブック
- FeBe（現・audiobook.jp）
  - 影踏み（2016年、高見沢[13]）
  - 【新釈】走れメロス 他四篇（2019年、巡査・映画サークルの後輩・芹名雄一・語り[14]）
- Audible
  - Q思考（2020年、朗読）
  - 伝え方が9割（2020年、朗読）
  - 伝え方が9割 2（2020年、朗読）
  - ハイパフォーマーの睡眠技術 人生100年時代、人と組織の成長を支える眠りの戦略（2020年、朗読）
  - ロジカル・プレゼンテーション 自分の考えを効果的に伝える戦略コンサルタントの「提案の技術」（2021年、朗読）
  - 本心（平野啓一郎 著、2021年、朗読）
  - プロジェクト・ヘイル・メアリー（アンディ・ウィアー 著、小野田和子訳、2023年、朗読）
  - 誰か Somebody（宮部みゆき 著、2023年、朗読）
  - 名もなき毒（宮部みゆき 著、2023年、朗読）
  - ペテロの葬列（宮部みゆき 著、2023年、朗読）

### 吹き替え

#### 映画
- ある公爵夫人の生涯（マカロン）
- 奇跡のシンフォニー
- THE HILLS（アダム）
- サロゲート（クラーク）
- シャドウハンター:The Mortal Instruments（アザゼル〈ブルット・ドナヒュー〉）
- 大統領暗殺（ケーシー・クレイボン）
- チョイス!（ルイス〈チャールズ・エステン〉）
- ノクターナル・アニマルズ/夜の獣たち（ハットン・モロー〈アーミー・ハマー〉）
- 初体験/リッジモント・ハイ（マイク・ダモン〈ロバート・ロマナス〉[15]）
- パドルトン（デイブ〈カディーム・ハーディソン〉）
- ブラック・スワン
- LIFE!（ティム〈ジョン・デーリー〉[16]）※劇場公開版
- レイダース/失われたアーク《聖櫃》（パーサー）※WOWOW版
- ワイヤー・イン・ザ・ブラッド（レイ・デコシオ弁護士〈ドリュー・ウォーターズ〉）

#### ドラマ
- アウターバンクス（ポープ〈ジョナサン・デイヴィス〉）
- エセックスの蛇（ウィル・ランサム〈トム・ヒドルストン〉[17]）
- 刑事ヴァランダー 白夜の戦慄（マーティソン〈トム・ヒドルストン〉）
- スペシャル 理想の人生 シーズン2（タナー〈マックス・ジェンキンス〉）
- ニュースルーム（テイト・ブラディ〈ジェイク・マクドーマン〉）
- マーダーズ・イン・ビルディング（クリフォード〈ウェズリー・テイラー〉）
- ミディアム5 霊能者アリソン・デュボア（アダム）
- ライ・トゥ・ミー 嘘は真実を語る（アレック・フォスター〈ティム・ギニー〉）

#### アニメ
- ザ・リプレイス 大人とりかえ作戦
- リトル・マーメイドIII はじまりの物語

### ナレーション
- WOWOW
- 京成電鉄100周年
- スキー全国大会
- 横浜F・マリノス レジェンド・オブ・スターズ
- ロレアル

### CM
- 旭建設
- ヒックとドラゴン
- ピュアリップス

### プラネタリウム
- 神戸市立青少年科学館
- 高崎市少年科学館
- 山梨県立科学館

### その他コンテンツ
- ぱちんこCR聖戦士ダンバイン（2015年、トッド・ギネス[18]）
- BADBOYS ムービーコミック（2015年、中村寿雄）
- 特別展『幕末狩野派展』（静岡県立美術館2018年9月11日-10月28日、音声ガイド）